# Nik Niethammer
Nik Niethammer (* 8. Februar 1962 in Solothurn) ist ein Schweizer Journalist.

## Werdegang
Niethammer machte im Jahre 1981 sein Handelsdiplom in St. Gallen. In den folgenden Jahren arbeitete er in der Wirtschaftsredaktion des Tages-Anzeigers in Zürich, sowie beim Schweizer Fernsehen DRS, als Reporter bei der Schweizer Illustrierten und als Videojournalist in der Nachrichtenredaktion des Fernsehsenders TeleZüri, dem ersten privaten Lokalfernsehen der Schweiz.
TeleZüri ernannte Niethammer 1995 zum Chefredaktor, Programmleiter und Mitglied der Geschäftsführung. 1998 wurde er Programmleiter und Mitglied der Geschäftsführung von Tele24, dem ersten landesweiten privaten Fernsehsender der Schweiz. 1999 wechselte er als Mitglied der Chefredaktion zur Schweizer Boulevardzeitung Blick. Im Juli 2004 wechselte er als Bereichsleiter Magazine zu Sat.1.
Im Oktober 2007 wurde Niethammer Chefredakteur von Sat.1, am 12. Dezember 2007 gab der Sender bekannt, dass er im Zuge der Neustrukturierung der Geschäftsführung von Sat.1 den Sender bereits zum Jahresende wieder verlassen werde. Am 3. Oktober 2008 teilte der Schweizer Verlag Ringier mit, dass Niethammer ab 1. Dezember 2008 die Chefredaktion der Schweizer Illustrierten übernehmen werde. In seiner Funktion folgte er auf Dominic Geisseler. Niethammer arbeitete bereits von 1988 bis 1994 als Reporter für das Schweizer People-Magazin. Ende August 2011 trennte sich Ringier aufgrund unterschiedlicher Vorstellungen über die weitere Ausrichtung und das Konzept der Zeitschrift von Niethammer als Chefredaktor der Schweizer Illustrierten. Im März 2013 übernahm Niethammer die Chefredaktion von Radio 1 in Zürich. Er verliess den Sender Ende November 2013 wieder.
Seit 1. Dezember 2014 ist er Chefredaktor des Schweizer Elternmagazins Fritz+Fränzi.
Niethammer ist mit der deutschen Journalistin und Fernsehmoderatorin Tamina Kallert verheiratet, mit ihr hat er zwei Kinder.